# Miksa Fenyő
Miksa Fenyő (ur. 8 grudnia 1877 w Mélykút, zm. 4 kwietnia 1972 w Wiedniu) – węgierski pisarz i intelektualista.
Był też mentorem Endre Adyego i współzałożycielem najważniejszego węgierskiego czasopisma literackiego „Nyugat”, jak również kluczową figurą węgierskiego związku przemysłowców (GYOSZ) przed II wojną światową.

## Życiorys
Fenyő był jednym z ośmiorga dzieci niezamożnej (krawieckiej) rodziny żydowskiej. Mimo tego mógł uczęszczać do ewangelickiego Fasori Gimnázium. Po jego ukończeniu studiował prawo na uniwersytecie w Budapeszcie.
Po nieudanym debiucie literackim pracował początkowo jako adwokat, po czym udało mu się dostać posadę przy węgierskim związku przemysłowców (GYOSZ), organizacji, zajmującej się wspieraniem rozwoju przemysłu na Węgrzech (wtedy kraju rolniczym). W 1908 Fenyő wraz z Paulem Ignotusem i Ernő Osvátem założył literackie czasopismo „Nyugat” (węg. Zachód).
Fenyő był w latach 1931–1935 posłem do węgierskiego parlamentu. Pisał krytyczne, ostrzegawcze mowy na temat Hitlera i niebezpieczeństwa jego dyktatorskich planów dla Europy. Był praktycznie jedynym członkiem parlamentu, który wyrażał krytyczne poglądy względem nazistów niemieckich. Jego krytyczne wystąpienia sprawiły, iż znalazł się na drugim miejscu (po szwedzkim dyplomacie Raoulu Wallenbergu) na osobistej liście poszukiwanych Hitlera.
Fenyő pozostał w czasie II wojny światowej na Węgrzech, ukrywając się i pisząc wydany w 1946 pamiętnik. Po wojnie Fenyő odmówił Dawidowi Ben Gurionowi udziału w rządzie izraelskim.
Miksa Fenyő lata 1953–1969 spędził w Stanach Zjednoczonych, następnie przeniósł się do Austrii. Zmarł w 1972 r. w swoim domu przy ulicy Seilerstatte Strasse w Wiedniu, w wieku 95 lat.